# Baptiste Jauneau
Pour les articles homonymes, voir Jauneau.

a Compétitions nationales et continentales officielles uniquement.

b Matchs officiels uniquement.
Dernière mise à jour le 8 juillet 2025.
Baptiste Jauneau, né le 17 novembre 2003 à Pau (Pyrénées-Atlantiques), est un joueur international français de rugby à XV. Il évolue au poste de demi de mêlée à l'ASM Clermont Auvergne en Top 14.
En 2023, il remporte le Championnat du monde junior avec l'équipe de France des moins de 20 ans.

## Biographie

### Jeunesse et formation
Natif de Pau dans les Pyrénées-Atlantiques, Baptiste Jauneau est originaire d'Ogeu dans le Béarn. Toute sa famille pratique le rugby à XV et il commence également ce sport dès ses trois ans,, sa mère l'entraîne notamment pendant quatre ans. 
De 2008 à 2014, il joue en jeune à l'Association sportive Buzy Ogeu puis rejoint le FC Oloron jusqu'en 2018. Durant cette période, malgré sa participation aux sélections départementales et des performances prometteuses au FC Oloron, il reste en dehors des radars du club professionnel béarnais de la Section paloise. Son parcours semble prendre une nouvelle direction lorsqu'il rejoint la section rugby du lycée de Montardon, dans la banlieue paloise. 
Cependant, un changement s'opère lorsque son meilleur ami, Paul Laperne, fils de David Laperne signe avec le Biarritz olympique. Les dirigeants biarrots étant à la recherche d'un demi de mêlée, Paul Laperne recommande alors de signer Baptiste Jauneau,. De ce fait de 2018 à 2021, il évolue donc dans les équipes de jeune du Biarritz olympique, où il est entraîné par Benoît Baby qu'il considère comme l'entraîneur lui ayant le plus apporté au niveau du rugby mais également en dehors. 
Par la suite, il signe un contrat espoir de trois ans à partir de l'été 2021 pour l'ASM Clermont Auvergne et rejoint donc le centre de formation, en compagnie de ses amis Léon Darricarrère et Cyriac Guilly avec qui ils faisaient partie du pôle espoirs de Bayonne,. 
Durant sa jeunesse, il pratique le judo pendant dix années mais il arrête lorsqu'il rejoint Biarritz, ainsi que le ski et est passionné de pelote basque, qu'il pratique avec ses amis,.
Il évolue, depuis ses débuts, au poste de demi de mêlée.
En parallèle du rugby, il entreprend un BPJEPS et également un BTS Professions immobilières.
Très tôt repéré par la FFR, Jauneau est notamment convoqué avec l'équipe de France des moins de 20 ans pour le Tournoi des Six Nations 2021, mais il ne dispute pas de matchs lors de cette édition. Durant l'été 2021, il est retenu avec l'équipe de France de rugby à sept des moins de 18 ans pour disputer le Championnat d'Europe de cette catégorie. Durant la compétition, il inscrit quatre essais en phase de poule, puis un essai au cours de la finale remportée par la France.

### Des débuts prometteurs à l'ASM Clermont Auvergne et champion du monde junior (2021-2023)
Alors qu'il joue en espoirs lors de la saison 2021-2022, il prend part à un match de Top 14, alors qu'il n'a dix-huit ans que depuis deux semaines, pour le compte de la douzième journée, contre son ancien club le Biarritz olympique, il remplace Kévin Viallard pour les dix dernières minutes et l'ASM s'impose 39-11 au stade Marcel-Michelin. En début d'année 2022, il est de nouveau sélectionné pour le Tournoi des Six Nations, il est titularisé à la mêlée dès le premier match contre l'Angleterre. Au total, il est titulaire lors des cinq matchs du Tournoi, où il réalise de bonnes performances, étant nommé dans l'équipe-type de la compétition,, mais la France termine deuxième du classement avec quatre victoires et une défaite contre l'Irlande qui réalise le Grand Chelem. En avril, il joue son premier match de Coupe d'Europe, lors de sa titularisation pour le huitième de finale retour contre les Leicester Tigers, l'ASM perd 27 à 17, mais Jauneau est à créditer d'une prestation très convaincante. Par la suite, il retourne avec les espoirs pour le reste de la saison. Pendant l'été 2022, il est sélectionné pour les Six Nations Summer Series, une nouvelle compétition, il joue quatre matchs dont trois comme titulaire.
À l'aube de la saison 2022-2023 qui se prépare, l'ASM voit le départ de Morgan Parra, joueur emblématique du club depuis 2009, au Stade français. Personne n'est recruté pour pallier son départ car Jauneau a été auteur de prestations convaincantes lors de ses deux apparitions la saison précédente, ce qui entraîne une promotion pour ce dernier qui intègre la rotation au poste de demi de mêlée avec Sébastien Bézy et Kévin Viallard. Il commence donc la saison comme troisième demi de mêlée, mais se démarque et passe petit à petit devant Viallard, en étant aligné sur la feuille de match à six reprises lors des huit premières journées dont une titularisation au Stade toulousain. Il marque le premier essai de sa carrière à l'occasion de la neuvième journée de Top 14, face au Castres olympique. En décembre, il fait partie d'un groupe de vingt-huit joueurs sélectionnés pour un stage préparatoire au Tournoi des Six Nations des moins de 20 ans 2023, ainsi qu'un match amical contre l'équipe d'Italie. Pour le cadre de la quinzième journée, il inscrit son deuxième essai de la saison contre l'USA Perpignan grâce à un rebond opportuniste après avoir bien suivi un coup de pied de Cheikh Tiberghien, un essai important qui permet à l'ASM de repasser devant au score à la 73e minute de jeu et qui s'impose par la suite. Par la suite, il est titularisé pour la deuxième fois de sa carrière en Champions Cup, de nouveau contre les Leicester Tigers, il réalise une très bonne rencontre sur le plan personnel et est élu homme du match, mais ne peut empêcher la sévère défaite à domicile de l'ASM 44 à 29. Après la rencontre, il reçoit les éloges de son vis-à-vis lors de ce match, Ben Youngs. À la suite de la nomination de Christophe Urios au poste d'entraîneur de l'ASM, ce dernier fait de Baptiste Jauneau son demi de mêlée titulaire. Il est alors l'auteur de bonnes performances, notamment contre le RC Toulon où il inscrit son troisième essai de la saison. Pour les trois premières journées du Tournoi des Six Nations des moins de 20 ans, il est tout d'abord retenu par l'ASM, puis il est ensuite appelé pour la quatrième journée contre l'Angleterre. Lors de la dernière journée face aux jeunes Gallois, il inscrit son premier essai avec la sélection des moins de 20 ans durant la large victoire 67-17 de son équipe, leur permettant de terminer à la seconde place de la compétition. En avril, à la suite de ses bonnes performances avec l'ASM sur le plan individuel, il prolonge son contrat, qui se termine en 2024, jusqu'en 2026 avec le club clermontois. Pour le dernier match de la saison, il est titulaire face au Racing 92 et il délivre une bonne performance où il inscrit son sixième essai de la saison, contribuant à la victoire des siens 32 à 25,. Pour sa première saison pleine en tant que joueur professionnel, il dispute vingt-sept rencontres dont quinze en tant que titulaire et inscrit six essais. Il est alors nommé comme la révélation de la saison côté clermontois et est considéré comme l'avenir du club également à son poste,. Il est également nommé pour l'Oscar Espoir aux Oscars du Midi olympique, récompensant le meilleur jeune joueur français de la saison.
Début juin, il est de nouveau sélectionné, cette fois-ci pour participer au Championnat du monde junior. Il est titulaire et associé à la charnière avec Hugo Reus avec qui il forme une charnière performante,, considérée comme la potentielle future du XV de France. À la fin de la compétition, il est sacré champion du monde avec ses coéquipiers après avoir remporté largement la finale sur le score de 50 à 14 face aux Irlandais où il est l'auteur d'une très bonne performance,.

### Une première partie de saison compliquée, retour à un bon niveau et première sélection en équipe de France (2023-2024)
Peu de temps avant le début de la saison 2023-2024, il est nommé vice-capitaine du club en compagnie d'Étienne Falgoux, en soutien du nouveau capitaine Irae Simone,. Lors du deuxième match de la saison de Top 14 contre l'USA Perpignan, il subit une entorse à la cheville le rendant indisponible pour une durée de six semaines, cependant il doit manquer seulement une rencontre car lors de cette période la Coupe du monde 2023 se déroule et le Top 14 est donc interrompu jusqu'à fin octobre. Il fait donc son retour sur les terrains à cette période pour la quatrième journée en tant que titulaire contre le Lyon OU. Relégué sur le banc après une performance moyenne lors de la sévère défaite subit à Lyon, il se fait tout de même remarquer contre l'Aviron bayonnais en donnant une passe décisive à Bautista Delguy ainsi qu'en provoquant un essai de pénalité pour contribuer à la large victoire des siens à domicile. Lors du match suivant, une nouvelle fois remplaçant, il fait son entrée en jeu en seconde période sur la pelouse du Montpellier Hérault Rugby mais il est forcé de sortir peu de temps après à cause d'une nouvelle blessure à sa cheville, cette dernière semble grave et pourrait l'éloigner des terrains pendant une période estimée de six à huit semaines. Cependant, il fait finalement son retour un mois après pour la première rencontre de Challenge Cup de la saison face à Édimbourg Rugby en tant que remplaçant,. Durant la rencontre, il se montre performant après son entrée en jeu et termine notamment le match en tant que capitaine. La semaine suivante, il retrouve une place de titulaire à l'extérieur face à Gloucester Rugby, il inscrit son premier essai de la saison ainsi que son premier essai dans les compétitions de l'EPCR mais son équipe s'incline 28 à 17. Après cette performance décevante, il retrouve le banc des remplaçants lors de trois rencontres consécutives avant d'être à nouveau titularisé lors des deux dernières journées de la phase de groupe de Challenge Cup où il réalise de bonnes performances. Pour la dernière journée de la phase aller de Top 14, il est à nouveau remplaçant et clôt cette première partie de saison mitigée avec un bilan de treize rencontres jouées en étant seulement titulaire six fois,,. Lors de la deuxième partie de saison, ses performances sont d'un bien meilleur niveau, il profite notamment de l'absence sur blessure de Sébastien Bézy pour enchaîner les rencontres et délivrer de bons matchs,,. Dans un même temps, il s'affirme également en tant que l'un des leaders du groupe clermontois et est plusieurs fois nommé capitaine,. Pour le quart de finale de Challenge Cup contre l'Ulster, il est nommé capitaine et réalise un très bon match lors de la large victoire 53 à 14 des siens,. Lors de la vingt-troisième journée, il se montre décisif en inscrivant l'essai de la gagne sur la pelouse de l'USA Perpignan grâce à un exploit personnel où, à la suite d'une chandelle d'Urdapilleta, il récupère le ballon au milieu de quatre adversaires et s'en va marquer,,. Cette saison-là, il joue vingt-neuf rencontres, seize comme titulaire, inscrit six essais et est capitaine du club à six reprises,.
À l'issue de la saison, grâce à ses performances prometteuses lors de la seconde partie de saison et également à l'absence des titulaires, il est convoqué pour la première fois en équipe de France afin de préparer puis de disputer la tournée estivale en Amérique du Sud,. Le 10 juillet, il joue sous le maillot national face à l'Uruguay, dans une rencontre non capée disputée par l'équipe de France développement. Quelques jours plus tard, il fête sa première cape avec le XV de France en entrant en jeu contre l'Argentine.

### Nouveau capitaine de l'ASM Clermont Auvergne, à 20 ans (depuis 2024)
Pour la saison 2024-2025, il est nommé capitaine de l'ASM Clermont,. Lors de la première partie de saison, il est conforté dans son rôle de titulaire avec huit titularisations sur les douze premiers matchs, malgré un début de saison où il se montre irrégulier, et son entraîneur, Christophe Urios, indique qu'il s'affirme de plus en plus comme un leader tout en soulignant qu'il lui reste des paliers à franchir sur le terrain,. En début d'année 2025, il montre un meilleur niveau que lors de la première partie de saison. Cependant, début mars, il subit une blessure à la cheville contre l'Aviron bayonnais qui l'éloigne des terrains pour une période estimée à six semaines. Ce mois-ci, il reçoit un Oscar du Midi olympique. Puis, finalement, il fait son retour sur les terrains au bout d'un mois mais subit une nouvelle blessure, sans gravité, une semaine plus tard contre le Lyon OU,. Fin mai, il réalise une très bonne performance contre le Stade français Paris. Alors que son équipe est menée 6 à 17 à la mi-temps, il établit un record en Top 14 en effectuant cinq passes décisives en seconde période en l'espace de 32 minutes, contribuant à la large victoire 55 à 20 de son équipe pour permettre à son club d'encore espérer terminer dans les six premières places à une journée de la fin de la phase régulière,. Cette prestation est considérée comme le meilleur match de sa jeune carrière. Quelques jours plus tard, il participe au match remporté sur la pelouse du Montpellier HR qui permet à son club de se qualifier pour les barrages de Top 14 pour la première fois depuis 2021. Pour le match de barrage, sur la pelouse de l'Aviron bayonnais, il est titulaire et capitaine mais son équipe est éliminée de la compétition en s'inclinant 20 à 3,.
Également au mois de juin 2025, il est retenu en équipe de France A (équipe de France réserve) afin d'affronter leurs homologues anglais. Remplaçant pour ce match, il entre pour le dernier quart d'heure à la place de Nolann Le Garrec, alors que le score est de 24 à 12 pour les Anglais, et se montre entreprenant en dynamisant le jeu de l'équipe de France qui parvient à s'imposer 26 à 24 en fin de rencontre. Quelques jours après ce match, il est retenu dans le groupe du XV de France pour la tournée estivale en Nouvelle-Zélande.

## Statistiques

### En club
| Saison             | Club               | Championnat | Championnat | Championnat | Championnat | Compétitions EPCR | Compétitions EPCR | Compétitions EPCR | Compétitions EPCR |
| Saison             | Club               | Compétition | Matchs      | Points      | Essais      | Compétition       | Matchs            | Points            | Essais            |
| ------------------ | ------------------ | ----------- | ----------- | ----------- | ----------- | ----------------- | ----------------- | ----------------- | ----------------- |
| 2021-2022          | ASM Clermont       | Top 14      | 1           | -           | -           | Coupe d'Europe    | 1                 | -                 | -                 |
| 2022-2023          | ASM Clermont       | Top 14      | 22          | 30          | 6           | Champions Cup     | 4                 | -                 | -                 |
| 2022-2023          | ASM Clermont       | Top 14      | 22          | 30          | 6           | Challenge Cup     | 2                 | -                 | -                 |
| 2023-2024          | ASM Clermont       | Top 14      | 22          | 20          | 4           | Challenge Cup     | 7                 | 10                | 2                 |
| 2024-2025          | ASM Clermont       | Top 14      | 25          | 5           | 1           | Champions Cup     | 4                 | 2                 | -                 |
| Total ASM Clermont | Total ASM Clermont | Top 14      | 70          | 55          | 11          | Compétitions EPCR | 18                | 7                 | 2                 |

### En équipe nationale de jeunes
Baptiste Jauneau disputé seize matchs avec l'équipe de France des moins de 20 ans en trois saisons, prenant part à trois éditions du Tournoi des Six Nations en 2021, 2022 et 2023, à une édition des Six Nations Summer Series en 2022 et à une édition du Championnat du monde junior en 2023. Il a inscrit dix points, deux essais.

### En équipe nationale senior
Au 8 juillet 2025, Baptiste Jauneau compte 2 cape en équipe de France, dont 0 en tant que titulaire, depuis le 13 juillet 2024 contre l'Argentine.
| Année | Compétition | Matchs | Points | Essais |
| ----- | ----------- | ------ | ------ | ------ |
| 2024  | Test matchs | 1      | -      | -      |
| 2025  | Test matchs | 1      | -      | -      |
| Total | Total       | 2      | 0      | 0      |

## Palmarès

### En sélection nationale
- Vainqueur du Championnat d'Europe de rugby à sept des moins de 18 ans avec l'équipe de France de rugby à sept des moins de 18 ans en 2021.
- Vainqueur du Championnat du monde junior en 2023 avec l'équipe de France de rugby à XV des moins de 20 ans.

### Distinctions individuelles
- Membre de l'équipe type du Tournoi des Six Nations des moins de 20 ans en 2022.